# Гетерохронія
Гетерохронія (від грец. гетерос — інший і грец. chrónos — час) — різночасність, зміна часу закладки і темпу розвитку органів у нащадків тварин і рослин в порівнянні з предками. Гетерохронія може виражатися в ранішій закладці і посиленому розвитку органу (акселерація) або в пізнішій його закладці і сповільненому розвитку (ретардація), що залежить від часу початку функціонування органу і, отже, від умов середовища, в якому протікає онтогенетичний розвиток організму. Гетерохронія як пристосування організмів до умов їх розвитку, що змінюються, має істотне значення в історичному розвитку видів (філогенезі). Термін «гетерохронія» був введений в біологію вперше німецьким дослідником природи Ернстом Геккелем для позначення тимчасових порушень біогенетичного закону. Гетерохронія вивчається як один з основних процесів перетворення організації тварин і рослин під впливом умов життя, що вимірюються, при видоутворенні. Прикладом гетерохронії може служити ранній розвиток м'язів язика в ссавців, завдяки чому новонароджене дитинча здатне виробляти смоктальні рухи. Скороспілість і пізньостиглість також відносяться до явищ гетерохронії.